# Frederick Toms
Frederick Percy Toms (* 15. April 1885 in Barrie; † 26. Juni 1965 in Newmarket) war ein kanadischer Ruderer.

## Karriere
Toms nahm 1908 an den Olympischen Spielen in London teil und trat dort im Zweier ohne Steuermann an der Seite von Norway Jackes an. Das Duo belegte den dritten Platz und gewann die Bronzemedaille. Im selben Jahr sicherte er sich zudem den Sieg im Vierer ohne Steuermann bei der Royal Canadian Henley Regatta.
Den Großteil seines Lebens verbrachte der Kanadier in Toronto, wo er in der Baubranche als Unternehmer und Verkäufer tätig war.